# Moridae

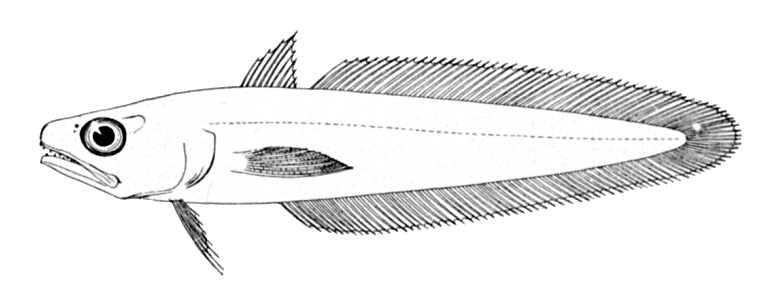
Gadella maraldi, il disegno è sbagliato. la pinna caudale è separata e non unita alle pinne dorsale ed anale.

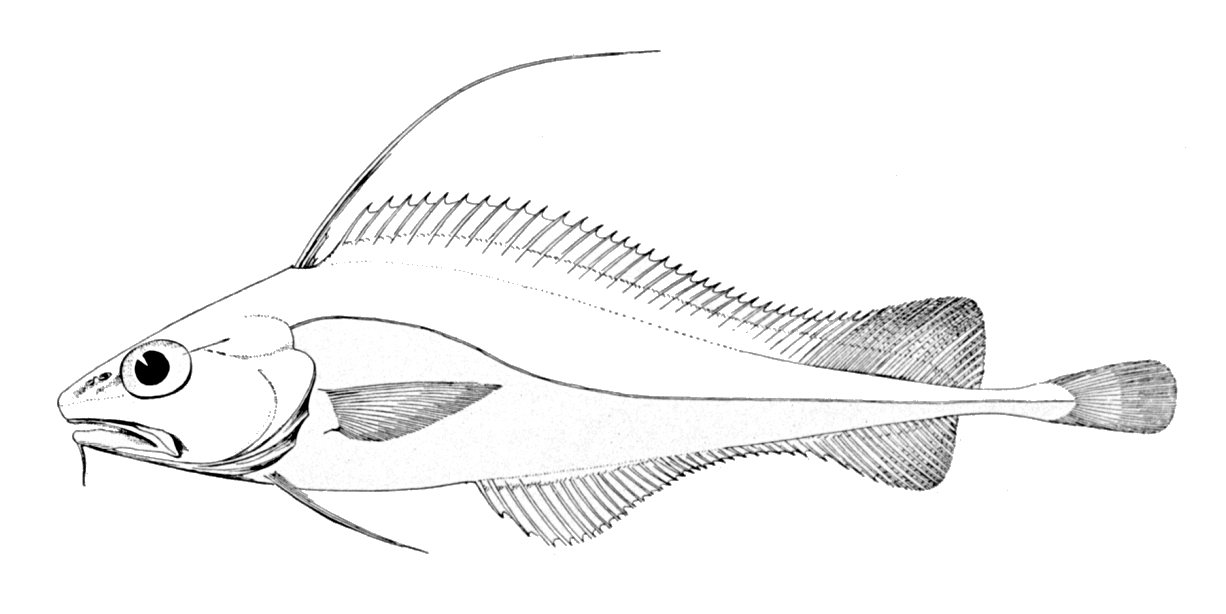
Lepidion lepidion

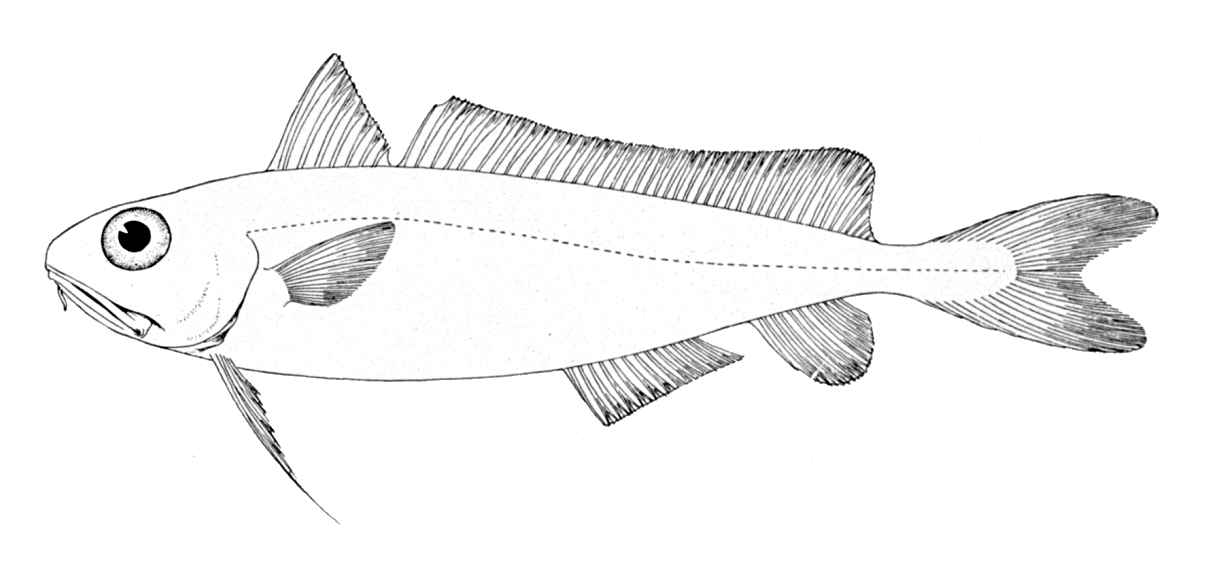
Mora moro

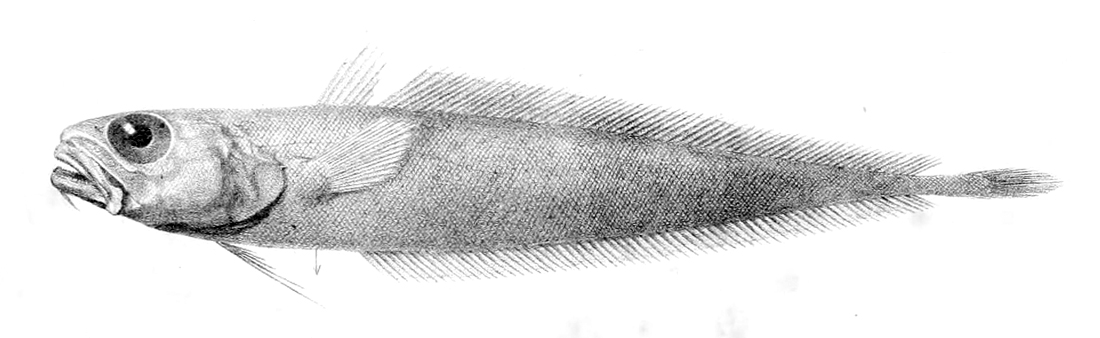
Physiculus dalwigki

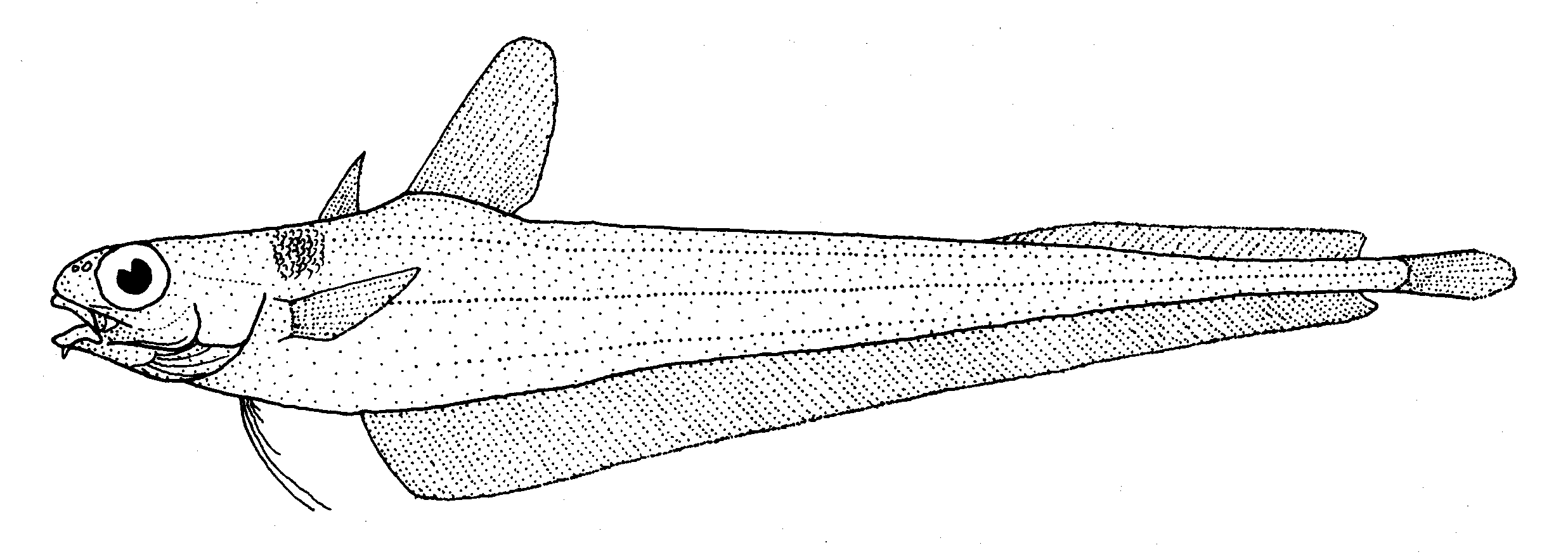
Tripterophycis gilchristi

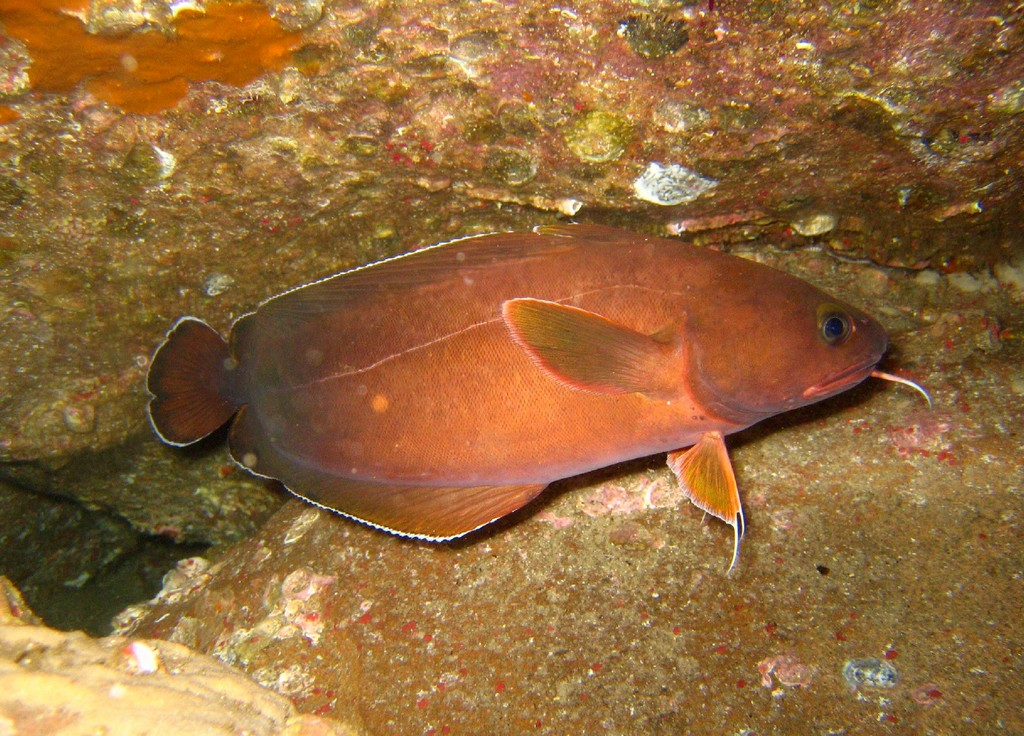
Lotella rhacina

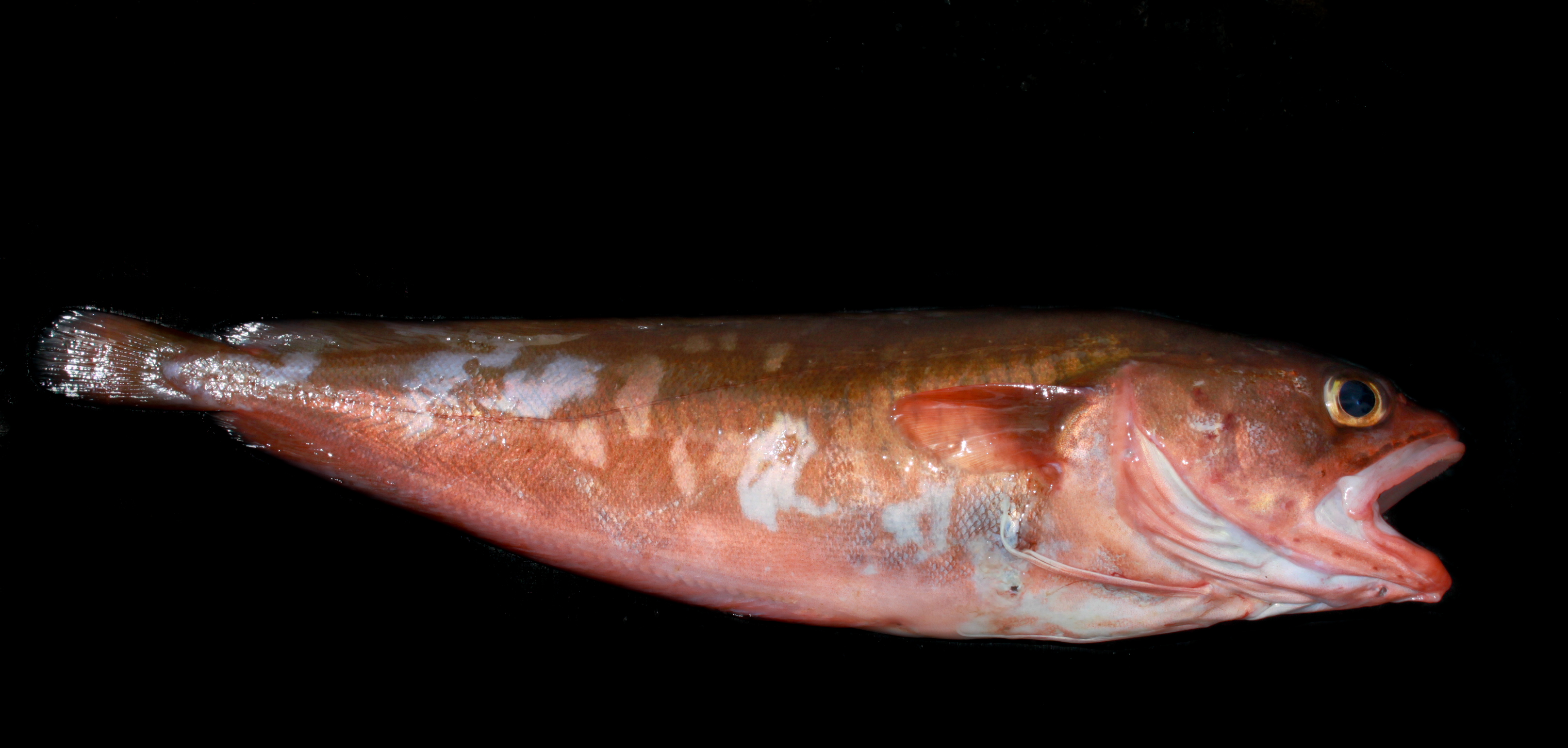
Pseudophycis bachus

I Moridae sono una famiglia di pesci ossei appartenenti all'ordine Gadiformes.

## Distribuzione e habitat
Questa famiglia è cosmopolita in tutti i mari e gli oceani.
Si tratta in genere di pesci di profondità, in alcuni casi (come il mediterraneo Lepidion lepidion) si può parlare addirittura di pesci abissali. Tuttavia alcune specie sono presenti anche in acque costiere. Sono pesci con una certa tendenza alla vita pelagica.
Nel mar Mediterraneo sono presenti le specie:
- Eretmophorus kleinenbergi
- Gadella maraldi
- Lepidion lepidion
- Mora moro
- Physiculus dalwigki
- Rhynchogadus hepaticus.

## Descrizione
Questi pesci, affini e simili ai Gadidae o ai Lotidae hanno aspetto molto eterogeneo tra le specie, possono avere una (raramente), due o tre (molto raramente) pinne dorsali, una o due (raramente) pinne anali e il barbiglio sul mento può essere o meno presente. Le pinne ventrali sono inserite molto avanti.
Le dimensioni della maggior parte delle specie raggiungono poche decine di centimetri ma alcune possono arrivare ai 90 cm di lunghezza.

## Biologia
Poco nota.

### Alimentazione
Sono carnivori.

## Pesca
L'importanza per la pesca è trascurabile sebbene vengano catturati talvolta in gran quantità con le reti a strascico o i palamiti.

## Generi
- Antimora
- Auchenoceros
- Eeyorius
- Eretmophorus
- Gadella
- Guttigadus
- Halargyreus
- Laemonema
- Lepidion
- Lotella
- Mora
- Notophycis
- Physiculus
- Pseudophycis
- Rhynchogadus
- Salilota
- Svetovidovia
- Tripterophycis